# Byronosaurus
Byronosaurus ("Ještěr Byrona Jaffeho") byl rod menšího teropodního dinosaura, žijícího v období svrchní křídy na území dnešního Mongolska.

## Popis
Tento menší dravý troodontid byl vědecky (formálně) popsán roku 2000. Zkameněliny prvních známých exemplářů byly objeveny v letech 1993 a 1996 paleontologickými expedicemi v poušti Gobi. Pochází ze souvrství Džadochta a mají stáří asi 86 až 71 milionů let. Tento malý teropodní dinosaurus dosahoval délky asi 1,5 až 2 metrů a hmotnosti kolem 20 kilogramů. Objeveni byli také dva jedinci ve stadiu před vylíhnutím nebo těsně po něm. Šlo o lehkonohého dravce, živícího se zřejmě malými obratlovci.

## Systematické zařazení
Byronosaurus byl vývojově vyspělým troodontidem a mezi jeho blízké příbuzné patřil například geologicky starší raně křídový rod Sinornithoides z Číny.